# Тульская наступательная операция
Тульская наступательная операция — операция войск левого крыла Западного фронта в годы Великой Отечественной войны, проводившаяся 6 декабря — 16 декабря 1941 года; часть Московской стратегической наступательной операции 1941—1942.

## Военно-оперативная ситуация
В октябре—декабре 1941 года в течение 43-х дней ключевой стратегический пункт обороны город Тула находилась в полуокружении, подвергалась артиллерийскому и миномётному обстрелу, воздушным налётам люфтваффе и танковым атакам. Тем не менее, линия фронта на южных подступах к Москве была стабилизирована. Удержание города Тулы обеспечило устойчивость левого фланга Западного фронта, оттянув на себя все силы 4-й полевой армии Вермахта и сорвав планы обхода Москвы с востока 2-й танковой армией. Во время второго генерального наступления немецких войск 18 ноября — 5 декабря, несмотря на некоторые успехи, им также не удалось осуществить прорыв к Москве на южном направлении и выполнить поставленные перед ними задачи.
5 декабря 1941 года немецкая 2-я танковая армия, разбросанная по фронту на 350 км, получила приказ о переходе к обороне. Исчерпав свои наступательные возможности, части 2-й танковой армии начали отход из опасного для неё выступа, образованного северо-восточнее Тулы, на рубеж железная дорога Тула-Узловая, река Дон.
После того как 6 декабря активность немецких войск на тульском направлении затихла, советские войска, получив усиление, предприняли контрудар. Целью операции было разгромить ударную группировку немецких войск, действовавшую на тульском направлении, и ликвидировать угрозу обхода Москвы с юга.

## Ход операции
Наступление 10-й армии Ф. И. Голикова началось в ночь на 7 декабря с совместной атаки воинских частей 328-й стрелковой дивизии (полковник П. А. Ерёмин) и 330-й стрелковой дивизии в направлении Михайлова, который был после ночного боя к утру освобождён. Этот успех стал сигналом к началу контрнаступления 50-й армии И. В. Болдина.
Согласно журналу боевых действий город освободила 328-я стрелковая дивизия. Однако случилось так, что посланный в штаб дивизии верховой связист с донесением о взятии города не нашел штаба дивизии, и донесение вернулось. В это время 330-я дивизия по радио сообщила в штаб армии о взятии города, якобы только её подразделениями. Это в дальнейшем сказалось на точности освещения событий за город Михайлов
В течение 8—10 декабря силы 10-й армии продвинулись с боями более 70 километров и стали подходить к Дону. 50-я армия к концу 10-го числа продвинулась на юг на глубину 4-16 км. 50-я армия была ослаблена предыдущими оборонительными боями, к тому же плотно сбитые порядки ударной группировки 24-го немецкого моторизованного корпуса оказывали ожесточённое сопротивление. Поэтому части армии не смогли своевременно овладеть обозначенными им районами и перерезать пути отхода подразделениям 2-й танковой армии Гудериана, которые отступали из района Венёв — Михайлов.
9 декабря 1-й гвардейский кавалерийский корпус П. А. Белова совместно с 9-й танковой бригадой освободил Венёв, и к 10 декабря его передовые части были на подступах к Сталиногорску (ныне Новомосковск). Несмотря на относительно высокий темп наступления сил 10-й армии (10—12 километров в сутки), он был явно недостаточным для окружения группировки вермахта, отступающей из района Венёва и Тулы. Объяснялось это несколькими факторами, к примеру, недостаточным вниманием к обходу и охвату немецких опорных пунктов. Так, 328-я стрелковая дивизия в течение 9 декабря пыталась отбить у немцев село Гремячее (24 км юго-западнее Михайлова). И только вечером советские силы обошли вражеский опорный пункт с севера и юга, после чего сопротивление немцев было сломлено. На этот недостаток командование фронта неоднократно указывало командарму Ф. И. Голикову. 10-11 декабря части 10-й армии завязли в боях за Епифань и Сталиногорск, где немцы оказывали ожесточённое сопротивления.
В то же время надо отметить и такой объективный фактор, как недостаток у 10-й армии подвижных частей. У армии не было мощных кавалерийских, танковых и моторизованных сил для успешного проведения операции на окружение. 10-я армия имела 57-ю и 75-ю кавалерийские дивизии, но они были малочисленны и их использовали в основном в качестве флангового прикрытия на стыке с соседом слева. А части 1-го гвардейского корпуса пошли в наступление со своих оборонительных порядков. Возможности перебросить соединения кавалерийского корпуса для формирования подвижной группы в составе 10-й армии не было. Кавалерийскому корпусу пришлось преодолевать упорное сопротивление отходящей от Венёва ударной группировки армии Гудериана. Поэтому части П. А. Белова прошли за время операции 100—120 км (то есть средний темп всего 8—10 км в сутки, что для кавалеристов очень мало). Конечно, идеальным решением было бы сменить кавалерийский корпус Белова на стрелковые дивизии, а части корпуса ввести в прорыв 10-й армии на линии Михайлов—Сталиногорск.
К 14 декабря в контрнаступление включились и силы левого крыла 49-й армии генерал-лейтенанта И. Г. Захаркина. 49-я армия перед наступлением получила четыре свежие стрелковые бригады (19-ю, 26-ю, 30-ю и 34-ю). Кроме новых соединений, в армию Захаркина передали и 133-ю стрелковую дивизию из состава 1-й ударной армии. За 3 дня сражения части 49-й армии прошли 10—20 км, освободив город Алексин и смогли захватить плацдармы на левом берегу реки Ока, севернее Тарусы и у Алексина.
50-я армия Болдина шла медленнее всех, так как немецкое командование делало всё, чтобы удержать за собой район Щёкино и этим самым не допустить советские войска к шоссе Тула — Орёл и спасти свои войска от возможного окружения. Только 17 декабря части 50-й армии сумели отбить Щёкино. Но немцы к этому времени уже смогли отвести свои соединения из района северо-восточнее Щёкина, Узловой, Ломовки на юго-запад. За десять дней операции 50-я армия продвинулась на 25—30 километров, таким образом, темп её наступления составлял не более 2,5—3 километров в сутки.

### Боевые действия авиации
Контрнаступление советских войск на тульском направлении поддерживались ВВС Западного и Юго-Западного фронтов, шестью авиационными полками 6-го истребительного авиационного корпуса ПВО и несколькими дивизиями дальнебомбардировочной авиации Главного Командования. Авиация наносила удары по отходящим колоннам 2-й танковой армии немцев и сосредоточением его танков.
Фронтовая и дальнебомбардировочная авиация, авиация Московской зоны обороны внесли значительный вклад в уничтожение 2-й танковой армии генерала Гудериана. Взаимодействуя с наземными войсками, прикрывая их с воздуха, авиаторы одновременно выводили из строя технику, наносили эффективные бомбо-штурмовые удары по сосредоточению войск в районах Щекино, Алексин, Калуга, Богородицк, Сталиногорск, Михайлов; активно действовали по железнодорожным узлам, станциям, перегонам, мостам; срывали перевозки противника.

## Результаты

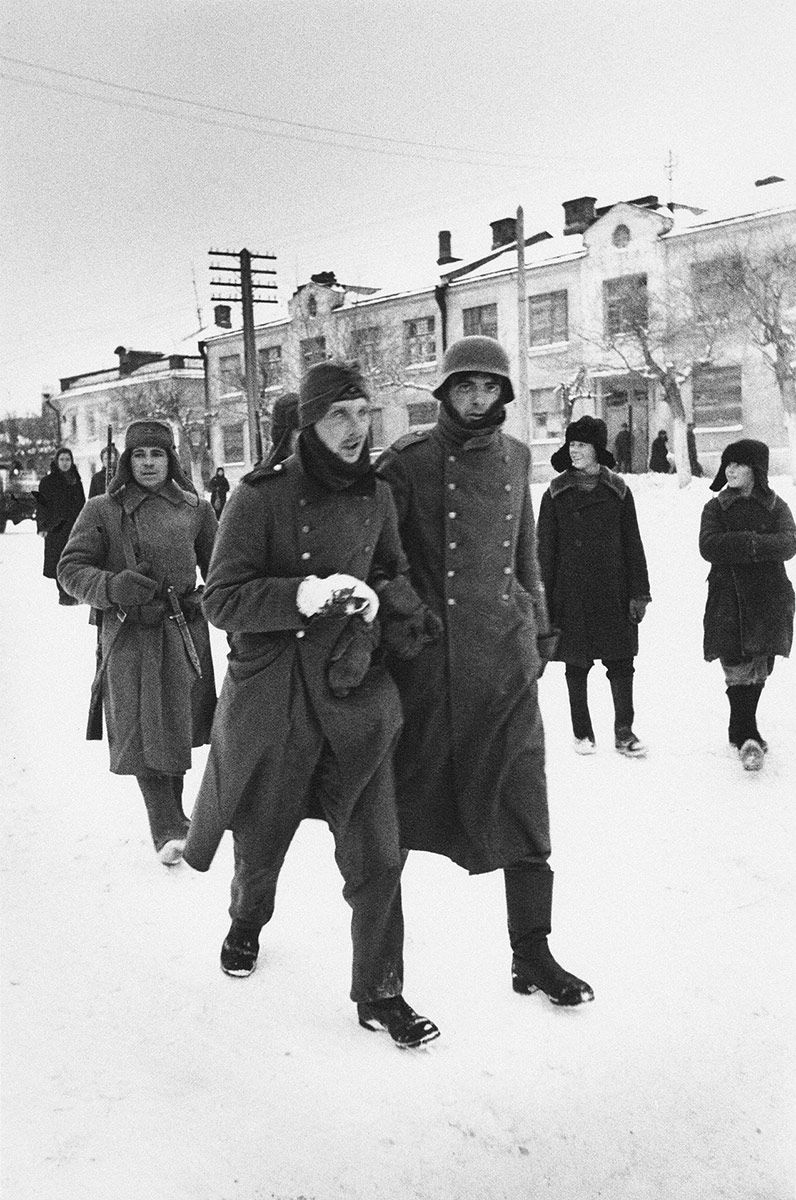
Пленные немцы в Туле

В результате проведения левым флангом Западного фронта Тульской наступательной операции Красная Армия ликвидировала угрозу окружения Москвы с южного направления. Немецкие войска были вынуждены отступить на 130 километров к западу. Кроме того, Тульская наступательная операция интересна тем фактом, что она проводилась без оперативной паузы. Советские войска перешли в общее наступление после тяжелейшего оборонительного сражения и на том же направлении. Это придало наступлению некоторые особенности: кавалерийский корпус Белова использовали не как ударный кулак для развития успеха, а для связи между 10-й и 50-й армиями, корпус имел свою полосу наступления. Несмотря на то, что частям немецкой 2-й танковой армии удалось вырваться из «мешка», образовавшегося восточнее Тулы, им пришлось побросать много техники. Тульская операция создала возможности для дальнейшего развития наступления на этом направлении, в сторону Калуги и Сухиничей. Поэтому тульское направление в итоге стало одним из самых перспективных для советского верховного командования.
В результате боевых действий и реализации политики тотальной войны немецкие войска нанесли большой социально-экономический урон Тульской области: в 25-ти районах области сожжено 19 164 колхозных двора, полностью сожжено и уничтожено 316 деревень, практически полностью разрушены города Епифань, Венёв, Богородицк и Чернь, в 27-ми районах области разрушено и сожжено 299 школ. Происходили массовые расстрелы и уничтожение местного населения различными способами.

## Документы
- Акт комиссии академии наук СССР о немецко — фашистских злодеяниях в Ясной поляне. 27 декабря 1941. ЦГАОР СССР, ф. 7021, оп. 47, д. 371, лл. 15-18.
- Докладная записка тульского горисполкома облисполкому об ущербе, причиненном немецко — фашистскими захватчиками городскому хозяйству и учреждениям Тулы. Не ранее 1 января 1942. ТОПА, ф. 3039, оп. 1, д. 7, лл. 108—118.
- Из доклада тульской областной комиссии по учёту ущерба, нанесенного немецко-фашистскими захватчиками колхозам, государственным, кооперативным и общественным предприятиям, учреждениям и организациям тульской области, в чрезвычайную государственную комиссию по установлению и расследованию злодеяний немецко-фашистских захватчиков. 1944. ЦГАОР СССР, ф. 7021, оп. 47, д. 375, лл. 1 — 21.
- Указ о присвоении городу Туле звания Город Герой. 3 декабря 1966.

## Фильмы
- Остановлен под Тулой. (недоступная ссылка) Союзкиносервис. Режиссёры: Вадим Цаликов, Вадим Гладышев. 2002.
- Тульский рубеж.
- На тульском направлении. 1941.